# Conferència americana (NFL)
La Conferència Americana (en anglès: American Football Conference, AFC) és una de les dues conferències de la National Football League (NFL), la lliga professional de futbol americà als Estats Units d'Amèrica. L'altra conferència és la Conferència nacional (NFC). Cadascuna de les dues conferències consta de 16 equips.
La Conferència americana es va originar a partir de l'American Football League (AFL), la qual es va fusionar amb la NFL l'any 1970. Deu dels equips de l'AFL van passar a la nova AFC, als quals se'ls van unir tres equips de la NFL per igualar el nombre de franquícies a cada conferència. Posteriorment, s'han afegit tres nous equips de nova creació (el Houston Texans juga en la plaça que va deixar lliure un dels equips fundadors de l'AFL, els Oilers, ara coneguts com els Tennessee Titans).

## Equips participants
Des de 2002 l'AFC consta de 16 equips, organitzats en quatre divisions de quatre esquadres cadascuna: Est (East), Nord (North), Sud (South) i Oest (West).
| Divisió | Equip                | Ciutat              | Estadi                                                   |
| ------- | -------------------- | ------------------- | -------------------------------------------------------- |
| Est     | Buffalo Bills        | Orchard Park, NY    | Ralph Wilson Stadium i Rogers Centre (un partit a l'any) |
| Est     | Miami Dolphins       | Miami Gardens, FL   | Sun Life Stadium                                         |
| Est     | New England Patriots | Foxborough, MA      | Gillette Stadium                                         |
| Est     | New York Jets        | East Rutherford, NJ | MetLife Stadium                                          |
| Nord    | Baltimore Ravens     | Baltimore, MD       | M&T Bank Stadium                                         |
| Nord    | Cincinnati Bengals   | Cincinnati, OH      | Paul Brown Stadium                                       |
| Nord    | Cleveland Browns     | Cleveland, OH       | Cleveland Browns Stadium                                 |
| Nord    | Pittsburgh Steelers  | Pittsburgh, PA      | Heinz Field                                              |
| Sud     | Houston Texans       | Houston, TX         | Reliant Stadium                                          |
| Sud     | Indianapolis Colts   | Indianapolis, IN    | Lucas Oil Stadium                                        |
| Sud     | Jacksonville Jaguars | Jacksonville, FL    | EverBank Field                                           |
| Sud     | Tennessee Titans     | Nashville, TN       | LP Field                                                 |
| Oest    | Denver Broncos       | Denver, CO          | Sports Authority Field at Mile High                      |
| Oest    | Kansas City Chiefs   | Kansas City, MO     | Arrowhead Stadium                                        |
| Oest    | Oakland Raiders      | Oakland, CA         | O.co Coliseum                                            |
| Oest    | San Diego Chargers   | San Diego, CA       | Qualcomm Stadium                                         |

## Estructura de la temporada

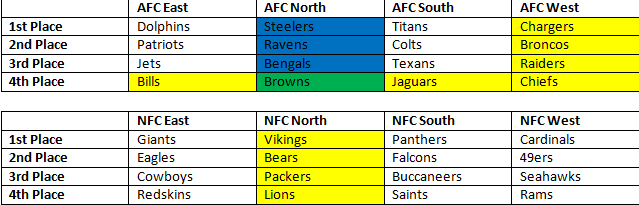
Graella de temporada, amb un equip destacat, els Browns. En aquesta graella hipotètica, aquest equip juga dos cops amb els conjunts marcats en blau i un cop amb els marcats en groc, per jugar un total de setze partits.

Cada equip de l'AFC juga en dues ocasions amb els altres equips de la seua Divisió (a casa i a domicili) durant la temporada regular. A més a més, hi ha altres 10 encontres assignats per la NFL el mes de maig anterior; d'aquestos, dos partits s'assignen a partir de la posició obtinguda a la temporada anterior, i els altres 8 corresponen a dues altres divisions de la NFL, que s'alternen cada any. Per exemple, en la temporada 2007, cada equip de l'AFC West va disputar un encontre amb cadascun dels integrants de les divisions AFC South i NFC North. L'altra conferència opera amb el mateix sistema.
Al final de cada temporada hi ha una sèrie de partits de playoffs, en els quals hi prénen part sis equips de l'AFC: els quatre campions de divisió i els dos millors de la resta (denominats wild cards). Els dos darrers conjunts que resten en competició lluiten pel Campionat de l'AFC, i el guanyador rep el Trofeu Lamar Hunt. Els campions de l'AFC i de la NFC, finalment, es disputen el títol de la NFL, la Super Bowl.

## Història
L'AFC es va crear després que la NFL es fusionés amb l'AFL en 1970. Els deu integrants de l'antiga AFL, junt els Cleveland Browns, els Pittsburgh Steelers i els aleshores Baltimore Colts, provinents de l'NFL, van formar l'AFC. Les dues antigues divisions de l'AFL, East i West, van romandre gairebé intactes, mentre que la Century Division de l'NFL es va convertir de l'AFC Central.
Des d'aquesta fusió han aparegut cinc nous equips, mentre que altres dos han desaparegut, amb la qual cosa, la xifra actual és de 16 franquícies. El 1976, quan hi van entrar els equips dels Seattle Seahawks i els Tampa Bay Buccaneers, se'ls va incloure en la Conferència nacional i la Conferència americana, respectivament, però a la segona temporada de participar-hi van bescanviar les conferències. Els Seahawks van retornar a la NFC l'any 2002. Uns anys abans, el 1995, s'hi incorporaven a la Conferència els Jacksonville Jaguars.
A causa de la controvèrsia de recol·locació dels Cleveland Browns, el 1996 es va establir a l'AFC una nova franquícia, els Baltimore Ravens. Tres anys després, el 1999, els de Cleveland van tornar a la competició. L'any 2002 s'hi afegeixen els Houston Texans.
Des de 2001, la Conferència ha estat dominada per tres equips, els Indianapolis Colts, els New England Patriots i els Pittsburgh Steelers, representants de l'AFC a la Super Bowl en tot aquest període, tret del 2002, quan la va disputar els Oakland Raiders (que van perdre davant els Buccaneers). Contrasta amb la situació de la NFC, que cada any envia un equip diferent a la final de la NFL, tret dels New York Giants, que hi han arribat en dues ocasions.